# Henrique Teixeira de Sousa
Henrique Teixeira de Sousa (São Lourenço, 9 de septiembre de 1919 — Oeiras, 3 de marzo de 2006) fue un escritor y médico de Cabo Verde.

## Biografía
Se licenció en medicina en Lisboa en 1945 y trabajó al año siguiente en el Instituto de Medicina Tropical de Oporto. Cuando estudiante de Medicina, se interesó por el neorrealismo.
Se especializó en nutrición y fue inicialmente colocado como médico en Timor, y más tarde fue médico en la Isla de São Vicente.

## Obras literarias
- Contra mar e vento - cuentos (1972)
- Ilhéu de contenda (primero de trilogía) (1978)
- Capitão de Mar e Terra  (1984)
- Xaguate (segundo de trilogía) (1987)
- Djunga  (1990)
- Na Ribeira de Deus (tercero de trilogía) (1992)
- Entre duas Bandeiras  (1994)
- Oh Mar das Túrbidas Vagas[2]